# Hochschwab
Le Hochschwab est un sommet des Alpes, à 2 277 m d'altitude, point culminant du massif du Hochschwab, en Autriche (land de Styrie).

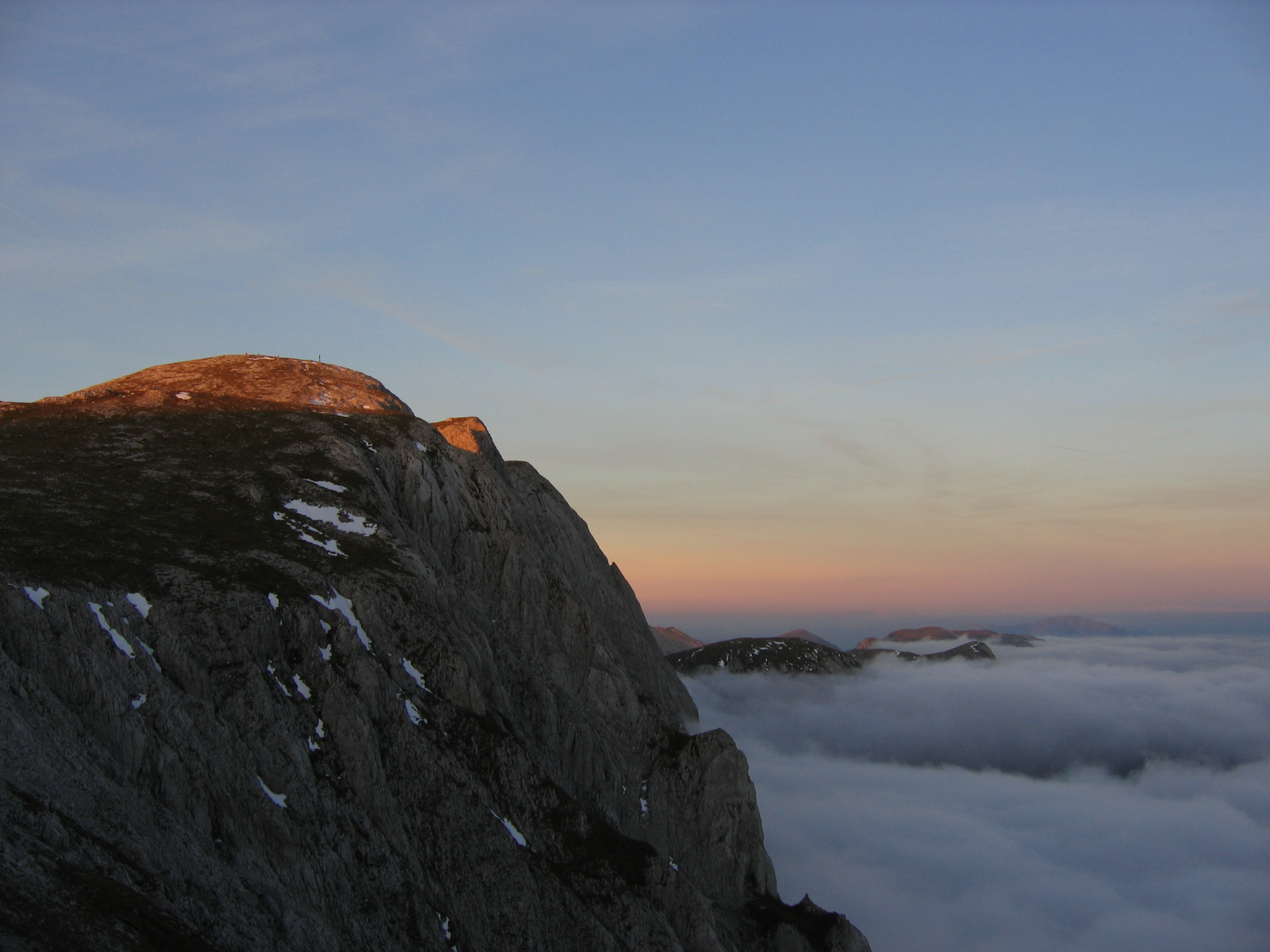
Le sommet du Hochschwab.